# Elecciones generales de Curazao de 1999
Elecciones generales tuvieron lugar en Curazao el 7 de mayo de 1995 para elegir a los miembros del Consejo de la Isla.

## Resultados
| Partido                                          | Vot    | %     | Escaños | +/–   |
| ------------------------------------------------ | ------ | ----- | ------- | ----- |
| Partido Antiá Restrukturá (PAR)                  | 15 948 | 22,60 | 5       | –3    |
| Partido Nashonal di Pueblo (PNP)                 | 15 616 | 22,13 | 5       | +1    |
| Partido Frente Obrero Liberashon 30 Di Mei (FOL) | 12 631 | 17,90 | 4       | +2    |
| Partido Laboral Krusada Popular (PLKP)           | 11 938 | 16,92 | 4       | Nuevo |
| Movishon Antia Nobo (MAN)                        | 6 851  | 9,71  | 2       | –4    |
| Organisahon pa Restourashon Di Un i tur (ORDU)   | 3 739  | 5,30  | 1       | Nuevo |
| Democratische Partij (DP)                        | 2 931  | 4,15  | 0       | –1    |
| Nos Patria                                       | 909    | 1,29  | 0       | 0     |
| Invalid/blank votes                              |        | –     | –       | –     |
| Total                                            | 70 563 | 100   | 21      | 0     |
| Registered voters/turnout                        |        |       | –       | –     |
| Source: Hoofdstembureau                          |        |       |         |       |